# Erik Svensson (journalist)
Erik Svensson, född den 22 november 1916 i Jönköpings Kristina, Jönköpings län, död den 21 januari 1981 i Skarpnäcks församling, Stockholm, Stockholms län, var en svensk journalist.
Svensson var ordförande i Hyresgästernas riksförbund 1957–1980.